# Ascidia occidentalis
Ascidia occidentalis är en sjöpungsart som beskrevs av Kott 1985. Ascidia occidentalis ingår i släktet Ascidia och familjen Ascidiidae. Inga underarter finns listade i Catalogue of Life.